# Sąd Apelacyjny w Białymstoku

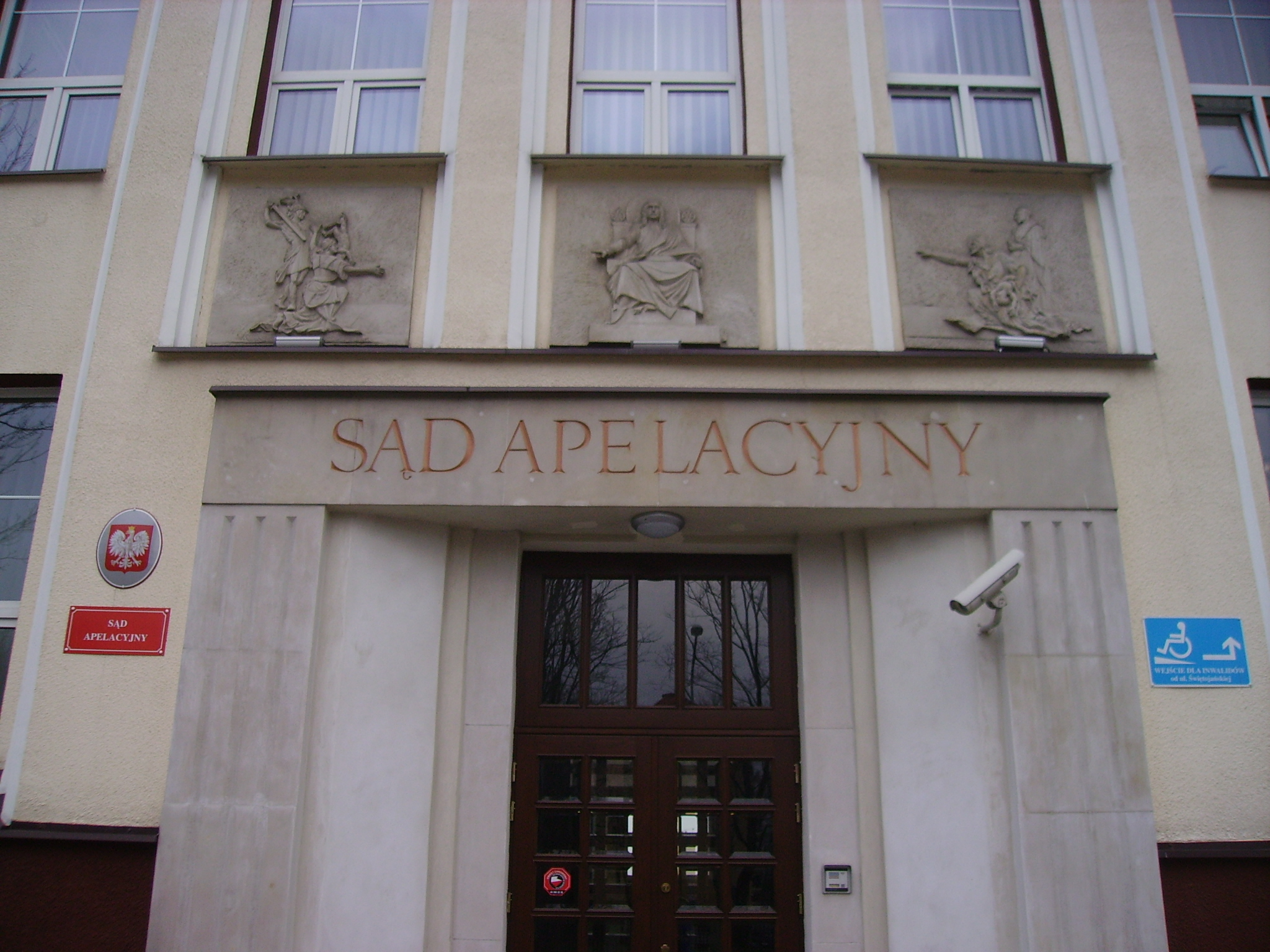
Reliefy nad wejściem do budynku – trzy sceny z Sądu Salomona

Sąd Apelacyjny w Białymstoku – organ wymiaru sprawiedliwości powołany do rozstrzygania spraw w II instancji, mieszczący się w Białymstoku przy ul. A. Mickiewicza 5.

## Status prawny
Sąd apelacyjny jest państwową jednostką organizacyjną nieposiadającą osobowości prawnej. Utworzony został z dniem 1 października 1990 na podstawie przepisów: ustawy z dnia 13 lipca 1990 r. o powołaniu sądów apelacyjnych oraz rozporządzenia ministra sprawiedliwości z dnia 16 października 2002 r. w sprawie sądów apelacyjnych. Jednostka działa na podstawie ustawy z dnia 27 lipca 2001 r. – Prawo o ustroju sądów powszechnych, rozporządzenia ministra sprawiedliwości z dnia 18 czerwca 2019 r. – Regulamin urzędowania sądów powszechnych oraz zarządzenia ministra sprawiedliwości z dnia 19 czerwca 2019 r. – w sprawie organizacji i zakresu działania sekretariatów sądowych oraz innych działów administracji sądowej.
Sąd Apelacyjny w Białymstoku otrzymał w zarząd zabudowaną nieruchomość przy ul. A. Mickiewicza 5 na czas nieoznaczony od Skarbu Państwa, oznaczoną w ewidencji gruntów jako działka nr 1777/2 o powierzchni 3542 m², z przeznaczeniem na swoją siedzibę.
Obszar właściwości:
- Sąd Okręgowy w Białymstoku
- Sąd Okręgowy w Łomży
- Sąd Okręgowy w Olsztynie
- Sąd Okręgowy w Suwałkach
- Sąd Okręgowy w Ostrołęce

## Struktury organizacyjne
Sądy apelacyjne funkcjonują w strukturach sądów powszechnych, które rozstrzygają w drugiej instancji środki odwoławcze od orzeczeń okręgowych sądów, które wydawane są w pierwszej instancji. 
Dotyczy to spraw z zakresu: 
- prawa cywilnego – również gospodarczego, rodzinnego i opiekuńczego przez Wydział I Cywilny,
- prawa karnego – przez Wydział II Karny,
- prawa pracy i ubezpieczeń społecznych – przez Wydział III Pracy i Ubezpieczeń Społecznych,
- sprawowanie nadzoru nad działaniem administracyjnym powszechnych sądów, działalnością notariuszy i organów notarialnego samorządu, działalnością komorników.

W Sądzie Apelacyjnym w Białymstoku utworzono następujący wydziały:
- Wydział I Cywilny.
- Wydział II Karny.
- Wydział III Pracy i Ubezpieczeń Społecznych.
- Wydział IV Wizytacji.

## Historia
1 lipca 1949 roku utworzono Sąd Apelacyjny w Białymstoku, który obejmował teren właściwości sądów okręgowych w: Białymstoku, Ełku i Łomży. 1 stycznia 1951 roku Sąd Apelacyjny został przekształcony w Sąd Wojewódzki w Białymstoku.
1 października 1990 roku został utworzony Sąd Apelacyjny w Białymstoku. Uroczystego otwarcia sądu w jego siedzibie przy ul. Mickiewicza 5 dokonał ówczesny minister Aleksander Bentkowski. 
Prezesi sądu apelacyjnego:
1949–1950. Leon Olejnik.
1950. Alfons Miłkowski.
2017–2018. Piotr Sławomir Niedzielak.
2019– nadal Krzysztof Adamiak.

## Budynek
Budynek został wzniesiony w latach 1929–1932 według projektu inż. Kazimierza Tołłoczki jako budynek dla sądu okręgowego. 
W czasie wojny i po wojnie budynek miał wielu różnych użytkowników. Do resortu sprawiedliwości wrócił odzyskany od władz administracyjnych na potrzeby nowo organizowanego sądu. Wymagał nie tylko gruntownego remontu, ale także zasadniczej adaptacji do potrzeb sądowych. W pierwszym rzędzie zostały przygotowane sale rozpraw, odtworzono pozagradzane i zabudowane hole, urządzono na strychu pokoje gościnne dla dojeżdżających sędziów. Następnie wykonano nowe pokrycie dachowe i nową elewację. Zewnętrzne prace remontowe zakończone zostały przywróceniem na górnej części frontonu istniejącego tam przed wojną godła państwowego. Godło zrzucili Sowieci po zagarnięciu Białegostoku w 1939 roku. Dodatkowo fronton został przyozdobiony wykonanymi w piaskowcu trzema płaskorzeźbami przedstawiającymi słynną scenę Sądu Salomona. Nad wejściem wyryto napis „SĄD APELACYJNY”. Odsłonięcia godła dokonał 10 listopada 1994 minister sprawiedliwości Włodzimierz Cimoszewicz w ramach obchodów Święta Niepodległości. W trakcie tej uroczystości godło zostało poświęcone przez duchownych: katolickiego i prawosławnego.
Na początku II wojny światowej Białystok na mocy paktu Ribbentrop-Mołotow dostał się pod władzę Sowietów. Potem okupowali go Niemcy. Zaborcy dążyli do wyniszczenia inteligencji polskiej. Wśród ofiar obu totalitaryzmów byli także pracownicy przedwojennego sądu okręgowego. Ich pamięci poświęcona jest tablica wbudowana na holu na I piętrze. Ufundowali ją ze składek społecznych pracownicy białostockiego sądownictwa, przy udziale członków rodzin pomordowanych. Tablica została odsłonięta uroczyście 23 stycznia 1993 przez ministra sprawiedliwości Zbigniewa Dykę oraz przez panią Jadwigę Budlewską, córkę ostatniego Prezesa Sądu Okręgowego Józefa Ostruszki, którego nazwisko otwiera listę ofiar.